# Manchester United F.C. mùa bóng 1939–40
Mùa giải 1939-40 là mùa giải thứ 44 của Manchester United F.C. ở The Football League, và mùa giải thứ hai của Đội bóng trở lại Giải đấu cao nhất sau khi chơi ở giải hạng hai trong mùa giải 1937-1938. Tuy nhiên, do sự bùng nổ của Chiến tranh thế giới thứ hai vào tháng 9 năm 1939, mùa giải đã bị bỏ chỉ sau ba trận đấu và kết quả xóa khỏi hồ sơ của Liên đoàn bóng đá Football League. Vì lý do này, sự góp mặt và thực hiện các bàn thắng trong các trận đấu thuộc giải Football League không đóng góp vào tổng thể số lần ra sân và số bàn thắng của một cầu thủ.
Nhiều người trong số các cầu thủ của Manchester United đã tham gia chiến đấu trong chiến tranh, nhưng đối với những cầu thủ còn lại, Liên đoàn bóng đá đã tổ chức một giải đấu đặc biệt. Giải đấu trong Chiến tranh ban đầu được chia thành mười khu vực (Manchester United đã được vào khu vực phía Tây), phù hợp với giới hạn di chuyển khoảng 50 dặm của Chính phủ. Một giải đấu có tên là "War League Cup" cũng đã được thiết lập để thay thế giải FA Cup, mà cũng đã bị gián đoạn ở giai đoạn vòng sơ bộ. United kết thúc mùa giải với một kỷ lục 14 trận thắng và 8 trận thua, và cũng lọt vào vòng thứ hai của giải đấu War League Cup trước khi thua trận cuối cùng bởi đội bóng Blackburn Rovers.

## Giải bóng đá hạng nhất Anh
| Thời gian                | Đối thủ           | H/A | Tỷ số Bt-Bb | Cầu thủ ghi bàn                       | Số lượng khán giả |
| ------------------------ | ----------------- | --- | ----------- | ------------------------------------- | ----------------- |
| ngày 26 tháng 8 năm 1939 | Grimsby Town      | H   | 4 – 0       | Bryant, Carey, Pearson, Wrigglesworth | 22,537            |
| ngày 30 tháng 8 năm 1939 | Chelsea           | A   | 1 – 1       | Bryant                                | 15,157            |
| ngày 2 tháng 9 năm 1939  | Charlton Athletic | A   | 0 – 2       |                                       | 8,608             |

| #  | Câu lạc bộ        | Tr | T | H | B | Bt | Bb | Hs   | Điểm |
| -- | ----------------- | -- | - | - | - | -- | -- | ---- | ---- |
| 9  | Stoke City        | 3  | 1 | 1 | 1 | 7  | 4  | 1.75 | 3    |
| 10 | Manchester United | 3  | 1 | 1 | 1 | 5  | 3  | 1.67 | 3    |
| 11 | Chelsea           | 3  | 1 | 1 | 1 | 4  | 4  | 1.00 | 3    |

## Giải bóng đá khu vực phía tây War League
| Thời gian                 | Đối thủ          | H/A | Tỷ số Bt-Bb | Cầu thủ ghi bàn                                      | Số lượng khán giả |
| ------------------------- | ---------------- | --- | ----------- | ---------------------------------------------------- | ----------------- |
| ngày 21 tháng 10 năm 1939 | Manchester City  | H   | 0 – 4       |                                                      |                   |
| ngày 28 tháng 10 năm 1939 | Chester City     | A   | 4 – 0       | Pearson (2), Smith (2)                               |                   |
| ngày 11 tháng 11 năm 1939 | Crewe Alexandra  | H   | 5 – 1       | Carey, Hanlon, Pearson, Smith, Vose                  |                   |
| ngày 18 tháng 11 năm 1939 | Liverpool        | A   | 0 – 1       |                                                      |                   |
| ngày 25 tháng 11 năm 1939 | Port Vale        | H   | 8 – 1       | Wrigglesworth (5), Asquith, Pearson, Smith           |                   |
| ngày 2 tháng 12 năm 1939  | Tranmere Rovers  | A   | 4 – 2       | Smith (2), Hanlon, Warner                            |                   |
| ngày 9 tháng 12 năm 1939  | Stockport County | A   | 7 – 4       | Pearson (2), Smith (2), Hanlon, McKay, phản lưới nhà |                   |
| ngày 23 tháng 12 năm 1939 | Wrexham          | H   | 5 – 1       | Pearson (2), Roughton, Hanlon, Butt                  |                   |
| ngày 6 tháng 1 năm 1940   | Everton          | A   | 2 – 3       | McKay, Smith                                         |                   |
| ngày 20 tháng 1 năm 1940  | Stoke City       | H   | 4 – 3       | Jones (2), Butt, Pearson                             |                   |
| ngày 10 tháng 2 năm 1940  | Manchester City  | A   | 0 – 1       |                                                      |                   |
| ngày 24 tháng 2 năm 1940  | Chester City     | H   | 5 – 1       | Carey, Manley, Pearson, phản lưới nhà (2)            |                   |
| ngày 9 tháng 3 năm 1940   | Crewe Alexandra  | A   | 4 – 1       | Smith (2), Butt, Pearson                             |                   |
| ngày 16 tháng 3 năm 1940  | Liverpool        | H   | 1 – 0       | Pearson                                              |                   |
| ngày 23 tháng 3 năm 1940  | Port Vale        | A   | 3 – 1       | McKay (2), Pearson                                   |                   |
| ngày 30 tháng 3 năm 1940  | Tranmere Rovers  | H   | 6 – 1       | Smith (3), McKay, Roberts, Roughton                  |                   |
| ngày 6 tháng 4 năm 1940   | Stockport County | H   | 6 – 1       | Butt (2), Pearson (2), Roughton, Wrigglesworth       |                   |
| ngày 6 tháng 5 năm 1940   | New Brighton     | H   | 6 – 0       | Smith (2), Asquith, Butt, Whalley, Wrigglesworth     |                   |
| ngày 13 tháng 5 năm 1940  | Wrexham          | A   | 2 – 3       | Butt (2)                                             |                   |
| ngày 18 tháng 5 năm 1940  | New Brighton     | A   | 0 – 6       |                                                      |                   |
| ngày 25 tháng 5 năm 1940  | Stoke City       | A   | 2 – 3       | Burdett (2)                                          |                   |
| ngày 1 tháng 6 năm 1940   | Everton          | H   | 0 – 3       |                                                      |                   |

| # | Câu lạc bộ        | Tr | T  | H | B  | Bt | Bb | Hs   | Điểm |
| - | ----------------- | -- | -- | - | -- | -- | -- | ---- | ---- |
| 3 | Everton           | 22 | 12 | 4 | 6  | 64 | 33 | 1.94 | 28   |
| 4 | Manchester United | 22 | 14 | 0 | 8  | 74 | 41 | 1.80 | 28   |
| 5 | Manchester City   | 22 | 12 | 4 | 16 | 73 | 41 | 1.78 | 28   |

## Giải bóng đá War League Cup
| Thời gian                | Vòng đấu                    | Đối thủ          | H/A | Tỷ số Bt-Bb | Cầu thủ ghi bàn        | Số lượng khán giả |
| ------------------------ | --------------------------- | ---------------- | --- | ----------- | ---------------------- | ----------------- |
| 20 tháng 4 năm 1940      | Vòng đầu tiên Lượt thứ nhất | Manchester City  | H   | 0 – 1       |                        |                   |
| 27 tháng 4 năm 1940      | Vòng đầu tiên Lượt thứ hai  | Manchester City  | A   | 2 – 0       | Pearson, Wrigglesworth |                   |
| ngày 4 tháng 5 năm 1940  | Vòng 2 Lượt thứ nhất        | Blackburn Rovers | A   | 2 – 1       | Carey, Smith           |                   |
| ngày 11 tháng 5 năm 1940 | Vòng 2 Lượt thứ hai         | Blackburn Rovers | H   | 1 – 3       | Carey                  |                   |